# Magnus inflancki
Magnus inflancki (ur. 26 sierpnia 1540 w Kopenhadze, zm. 18 marca 1583 w Piltyniu) – książę duński, książę Holsztynu, król Inflant w latach 1570–1577, książę-biskup Ozylii 1560-1572, książę-biskup Kurlandii 1560-1583
Syn króla Danii Chrystiana III i Doroty z Saksonii-Lauenburga.
W czasie I wojny północnej, popierany przez cara Rosji Iwana IV Groźnego, który stworzył dla niego marionetkowe królestwo Inflant ze stolicą w Põltsamaa. W 1565 jako jeden z konkurentów do ręki Anny Jagiellonki wysunął projekt sojuszu polsko-duńskiego, w zamian za wniesienie mu w jej posagu kilku zamków w arcybiskupstwie ryskim. Propozycja ta została odrzucona przez brata Anny króla Polski Zygmunta II Augusta. W latach 1575–1577, gdy wojska moskiewskie wznowiły wojnę, oblegając miasta inflanckie, większość z nich, by uniknąć rosyjskiej okupacji, oddawała się pod protekcję Magnusa. W 1577 Magnus nawiązał tajne pertraktacje z królem Polski Stefanem Batorym, co spowodowało jego uwięzienie przez Iwana Groźnego. Zmuszony do zrzeczenia się tytułu królewskiego, uznał się za poddanego Rzeczypospolitej i wziął udział w wojnie moskiewskiej Stefana Batorego.